# 達特恰

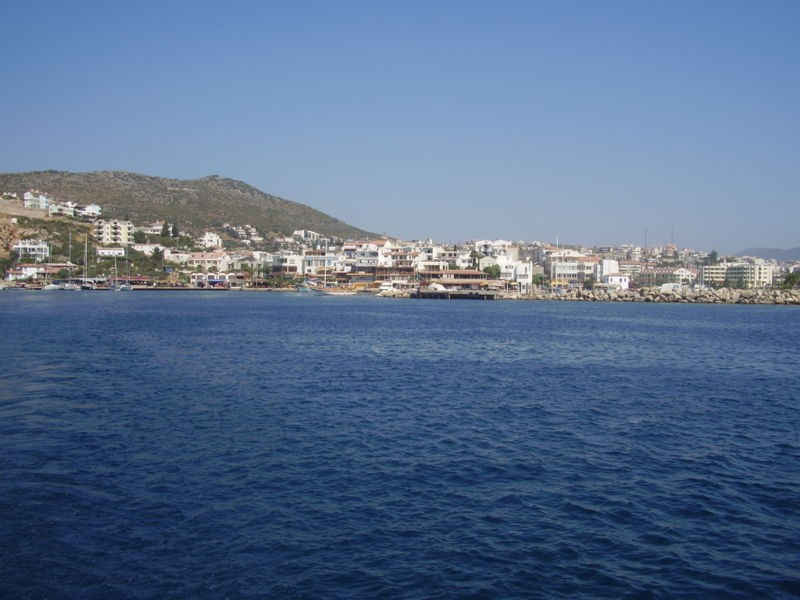

達特恰是土耳其的城鎮，由穆拉省負責管轄，位於該國西南部，面積476平方公里，受地中海氣候影響，主要經濟活動是農業，2008年人口10,034。

## 外部連結
- Official Datça History
- Short movie about Eski Datca （页面存档备份，存于）
- Datca Guide （页面存档备份，存于） （德文） （英文） （俄文） （土耳其文）
- Datca Guide
- Panoramic Datça Guide